# Луїс Лопес Рекарте
Луїс Лопес Рекарте (ісп. Luis María López Rekarte; нар. 26 березня 1962, Аррасате) — іспанський футболіст, що грав на позиції правого захисника, зокрема, за «Барселону», «Депортіво» (Ла-Корунья), а також національну збірну Іспанії.
Чемпіон Іспанії. Триразовий володар Кубка Іспанії. Володар Суперкубка Іспанії з футболу. Володар Кубка Кубків УЄФА.

## Клубна кар'єра
Народився 26 березня 1962 року в місті Аррасате. Вихованець футбольної школи клубу «Алавес». Дорослу футбольну кар'єру розпочав 1980 року в основній команді того ж клубу, в якій провів п'ять сезонів, взявши участь у 50 матчах чемпіонату.
Своєю грою за цю команду привернув увагу представників тренерського штабу клубу «Реал Сосьєдад», до складу якого приєднався 1985 року. Відіграв за клуб із Сан-Себастьяна наступні три сезони своєї ігрової кар'єри. Більшість часу, проведеного у складі «Реал Сосьєдада», був основним гравцем команди.
1988 року уклав контракт з клубом «Барселона», у складі якого провів наступні три роки своєї кар'єри гравця. За цей час виборов титул чемпіона Іспанії, ставав володарем Кубка Кубків УЄФА, утім так і не ставши гравцем основного складу.
З 1991 року п'ять сезонів захищав кольори «Депортіво» (Ла-Корунья). Граючи у складі «Депортіво» здебільшого виходив на поле в основному складі команди, якій допоміг виграти по одному разу Кубок Іспанії і Суперкубок країни.
Завершив професійну ігрову кар'єру у «Мальорці», за команду якої виступав протягом 1996—1997 років.

## Виступи за збірні
1988 року провів одну гру у складі молодіжної збірної Іспанії. Того ж року чотири рази виходив на поле в іграх національної збірної країни.

## Титули і досягнення
- Чемпіон Іспанії (1):

«Барселона»: 1990–1991
- Володар Кубка Іспанії (3):

«Реал Сосьєдад»: 1986–1987
«Барселона»: 1989–1990
«Депортіво»: 1994–1995
- Володар Суперкубка Іспанії з футболу (1):

«Депортіво»: 1995
- Володар Кубка Кубків УЄФА (1):

«Барселона»: 1988–1989